# Договор от Ница
Договорът от Ница е подписан на 26 февруари 2001 година. Влиза в сила на 1 февруари 2003 година.
Внася нови изменения в Договора от Маастрихт и Римските договори, като реформира институционалната структура на ЕС, за да осигури ефективното ѝ функциониране и при бъдещото източно разширение – първоначалният замисъл е бил това да се осъществи с Договор от Амстердам. Влизането в сила на Договора от Ница остава несигурно за известно време поради първоначалния отказ на ирландските гласоподаватели на референдума през юни 2001 г. На последващ референдум (малко повече от година по-късно) предложението е одобрено.

## Институционални въпроси
- преразпределение на тежестта на гласовете при гласуване с квалифицирано мнозинство в Съвета (в полза на страните с по-голям брой жители);
- съгласуване на броя на членовете на ЕК с броя на държавите членки, разширяване на правомощията на председателя на ЕК и промяна на метода за номиниране на членовете на ЕК;
- промяна на разделението на правомощията между Съда на ЕО и Първоинстанционния съд и създаване на възможност за въвеждане на специализирани съдебни състави.

## Система за вземане на решения
- повишаване на гъвкавостта на засиленото сътрудничество;
- разширяване на гласуването с квалифицирано мнозинство с 30 нови области (също така въвеждане на номинация на председателя на ЕК и на комисарите, премахване на дискриминацията, разпореждания за политическите партии на ниво ЕС, избиране на върховния представител на Общата външна политика и политика на сигурност и т.н.).

## Обща външна политика и политика за сигурност
- разширяване ролята на Комитета за политика и сигурност (COPS) върху политическия контрол и стратегическото управление на евентуалните операции за овладяване на кризи.

## Правосъдие и вътрешен ред
- управление на Eurojust (органа за съдебно сътрудничество на ЕС) като координационен механизъм в областта на съдебното сътрудничество по въпросите, свързани с наказателните процедури.[1]

## Клаузи на договора
Многобройни мнения определят договора от Ница като изпълнена с недостатъци спогодба. Германия настоява нейният глас да има по-висока тежест в Съвета, имайки предвид по-голямото ѝ население. Франция опонира на това предложение, като настоява равенството между двете държави да бъде запазено. Комисията предлага да се замени старата система на гласуване с такава на двойно мнозинство – на държавите членки и населението, при одобряването на дадено решение. И това предложение е отхвърлено от Франция, поради подобни причини. Постигнат е обаче компромис – при гласуване с двойно мнозинство всяка държава членка да има правото да изисква потвърждение, че гласувалите „за“ държави членки съставляват достатъчно голяма част от населението на Съюза.
Договорът предвижда увеличаване броя на местата в Европейския парламент на 732, което надвишава установения от Договора от Амстердам лимит.
Отчасти е разрешен и въпроса за намаляване броя на еврокомисарите след разширяването на ЕС. Според договора, щом броя на държавите членки достигне 27, броя на назначените в последващата Европейска комисия комисари ще бъде намален под 27, без конкретно да се определят причините за това. Като временна мярка договорът уточнява, че след 1 януари 2005 Германия, Франция, Великобритания, Италия и Испания ще трябва да се откажат от втория си комисар.
Договорът постановява създаването на спомагателни съдилища под юрисдикцията на Европейския съд и Първоинстанционния съд, за да се занимават с определени области на правото – патентното право например.
Въведени са нови, неприлагани дотогава, правила за по-тясно сътрудничество, тъй като тези, заложени в Договора от Амстердам се определят като неприложими.
Като резултат от неуспеха при налагането на санкция на австрийския политик с неонацистки възгледи Йорг Хайдер за създадената от него крайно дясна партия и опасения от евентуални заплахи за стабилността на Съюза при бъдещи разширения, Договорът от Ница за пръв път въвежда задължителни правила за налагане на санкции на дадена държава членка.
Договорът също съдържа клаузи за справяне с финансовите последици от разпадането на Европейската общност за въглища и стомана (ЕОСВ) с изтичането на Парижкия договор (1951).

## Възгледи относно Договора от Ница
Поддръжници на Договора твърдят, че той внася необходимата на тромавите европейски механизми регулация, както и гъвкавост в процеса на вземане на решения, необходими за безпроблемното бъдещо разширяване на ЕС към страните от Централна и Източна Европа. Следователно, както още смятат поддръжниците, Договорът от Ница изиграва жизненоважна роля за европейската интеграция и бъдещото развитие на бившите сателити на СССР – страните от т.нар. Източен блок.
От своя страна опонентите на Договора го определят като по-скоро „технократски“, отколкото „демократичен“, който ще доведе до по-нататъшно ограничаване суверенитета на националните и регионални парламенти и концентриране на властта в ръцете на една централизирана и неконтролируема бюрокрация. Те твърдят още, че кандидатите за държави членки биха могли да се присъединят към Европейския съюз и без въведените промени в правилата му, отбелязвайки също, че при евентуално провеждане на референдуми в други страни, те вероятно също биха имали негативен резултат като този в Ирландия.